# New York Knicks 1985-1986
La stagione 1985-86 dei New York Knicks fu la 37ª nella NBA per la franchigia.
I New York Knicks arrivarono quinti nella Atlantic Division della Eastern Conference con un record di 23-59, non qualificandosi per i play-off.

## Roster
| N° | Naz.                   | Ruolo | Sportivo        | Anno | Alt. | Peso |
| -- | ---------------------- | ----- | --------------- | ---- | ---- | ---- |
| 1  | Stati Uniti (bandiera) | AC    | Ken Bannister   | 1960 | 206  | 107  |
| 2  | Stati Uniti (bandiera) | G     | Rory Sparrow    | 1958 | 188  | 79   |
| 3  | Stati Uniti (bandiera) | A     | Ken Green       | 1959 | 203  | 98   |
| 4  | Stati Uniti (bandiera) | G     | Darrell Walker  | 1961 | 193  | 82   |
| 6  | Stati Uniti (bandiera) | G     | Trent Tucker    | 1959 | 196  | 88   |
| 7  | Stati Uniti (bandiera) | G     | Butch Carter    | 1958 | 196  | 82   |
| 14 | Stati Uniti (bandiera) | A     | Chris McNealy   | 1961 | 201  | 95   |
| 18 | Stati Uniti (bandiera) | GA    | Ernie Grunfeld  | 1955 | 198  | 95   |
| 20 | Stati Uniti (bandiera) | AC    | James Bailey    | 1957 | 206  | 100  |
| 21 | Stati Uniti (bandiera) | GA    | Gerald Wilkins  | 1963 | 198  | 84   |
| 23 | Stati Uniti (bandiera) | AC    | Bob Thornton    | 1962 | 208  | 102  |
| 25 | Stati Uniti (bandiera) | A     | Bill Cartwright | 1957 | 216  | 111  |
| 33 | Stati Uniti (bandiera) | C     | Patrick Ewing   | 1962 | 213  | 109  |
| 35 | Stati Uniti (bandiera) | G     | Fred Cofield    | 1962 | 191  | 86   |
| 42 | Stati Uniti (bandiera) | AC    | Pat Cummings    | 1956 | 206  | 104  |
| 55 | Stati Uniti (bandiera) | A     | Louis Orr       | 1958 | 203  | 79   |

## Staff tecnico
- Allenatore: Hubie Brown
- Vice-allenatori: Richie Adubato, Bob Hill